# Linàcies
Les linàcies (Linaceae) són una família de plantes amb flors de l'ordre Malpighiales.
La majoria són herbàcies o rarament plantes llenyoses i de vegades grans arbres en els climes tropicals.
Tenen 8 gèneres amb unes 250 espècies en total, el més gran dels gèneres és Linum, els llins, amb 180-200 espècies.

## Gèneres
- Anisadenia
- Cliococca
- Hesperolinon
- Linum
- Radiola
- Reinwardtia
- Sclerolinon
- Tirpitzia